# باكسيو
الباكسيو هو أسلوب طهي فلبيني ، ويعني اسمه "طهي الطعام على نارٍ هادئة في الخل". ومع ذلك، يمكن أن تختلف الأطباق الشائعة التي تحمل المصطلح بشكل كبير اعتمادًا على ما يتم طهيه.
يشار أحياناً لطبق بينانغات نا إسدا بـ "باكسيو"، رغم أنه طبق مختلف ولكنه مرتبط باستخدام فواكه حامضة مثل كالامانسي، "كامياس" (كالامانسي رشدية بليمبية) أو "سامبالوك" (تمر هندي) لتحمض المرق بدلاً من الخل.

## شاهد أيضا
- الفلبين